# Етар (хемија)
Етри су органска хемијска једињења код којих се јавља C-O-C група. Група C-O-C је веома стабилна. Разлаже се тек под утицајем јаких киселина или база, што је последица чињенице да су етри слабо реактивна једињења. У најпростијем случају етри се састоје из две органске групе (R) повезане атомом кисеоника (R-O-R). Такође постоје и веома познати полиетри, код којих се јавља две или више C-O-C група. Циклични етри су познати под називом крунских етара. Прости етри који садрже само алкил групу су јака поларна једињења. Диметилни етар  су гасови. Сви етри који садрже алкил групу су течности са јаким наркотичким дејством. У данашњој медицини се користе неке врсте етра.

## Структура и везивање
Етери имају савијене везе C–O–C. У диметил етру, угао везе је 111°, а C–O растојања су  . Препрека ротацији око C–O веза је ниска. Веза кисеоника у етрима, алкохолима и води је слична. У језику теорије валентних веза, хибридизација на кисеонику је sp3.
Кисеоник је електронегативнији од угљеника, те су тако алфа водоници до етара киселији него у једноставним угљоводоницима. Међутим, они су далеко мање кисели од алфа водоника поред карбонилних група (као што су они кетонима или алдехидима).
Етри могу бити симетрични, типа ROR, или асиметрични, типа ROR'. Примери првих су диетил етар, диметил етар, дипропил етар итд. Илустративни несиметрични етри су анизол (метоксибензен) и диметоксиетан.

## Номенклатура
У систему  номенклатуре, етри се именују помоћу опште формуле „алкоксиалкан“, на пример  је метоксиетан. Ако је етар део сложенијег молекула, он се описује као алкокси супституент, те се –OCH3 сматра „метокси-“ групом. Једноставнији алкилни радикал је написан испред, тако да се CH3–O–CH2CH3 назива метокси етан.

### Тривијално име
правила се често не поштују за једноставне етре. Тривијални називи за једноставне етре (тј. оне без иједног или са неколико других функционалних група) композит су од два супституента иза којих следи „етар“. На пример, етил метил етар, дифенилетар. Што се тиче осталих органских једињења, врло чести етри стекли су имена пре него што су формализована правила за номенклатуру. Диетил етар се једноставно назива „етар“, али се некада звао слатко уље витриола. Метил фенил етар је анизол, јер је првобитно пронађен у семену аниса. Ароматични етри укључују фуране. Ацетали (α-алкокси етри R–CH(–OR)–O–R) су друга класа етара са карактеристичним својствима.

### Полиетри
Полиетри су углавном полимери који садрже етарске везе у свом главном ланцу. Термин гликол се генерално односи на полиетарске полиола са једном или више функционалних крајњих група као што је хидроксилна група. Израз „оксид” или други изрази користе се за полимере са високом моларном масом када крајње групе више не утичу на својства полимера.
Крунски етри су циклични полиетри. Неки токсини које производе динофлагелате, попут бреветоксина и цигуатоксина, изузетно су велики и познати су као циклични полиетри.
| Назив полимера мале до средње моларне масе                     | Назив полимера са великом моларном масом              | Припрема                                                                  | Понављајућа јединица | Примери продајних назива          |
| -------------------------------------------------------------- | ----------------------------------------------------- | ------------------------------------------------------------------------- | -------------------- | --------------------------------- |
| Параформалдехид                                                | Полиоксиметилен (POM) или полиацетил или полиформалдехид | Постепена полимеризација формалдехида                                     |                      | Делрин из Дупонта                 |
| Полиетилен гликол ()                                           | Полиетилен оксид () или полиоксиетилен ()             | Полимеризација отварања прстена етилен оксида                             |                      | Карбовакс од предузећа Дау        |
| Полипропилен гликол ()                                         | Полипропилен оксид () или полиоксипропилен (POP)         | Полимеризација анјонског отварања прстена пропилен оксида                 | –CH2CH(CH3)O–        | Аркол од Ковестра                 |
| Политетраметилен гликол (PTMG) или политетраметилен етар гликол () | Политетрахидрофуран ()                                | Полимеризација киселински катализованог отварања прстена тетрахидрофурана | –CH 2CH 2CH 2CH 2O–  | Тератан од Инвисте и од предузећа |

Полимери фенил етра су класа ароматичних полиетера који садрже ароматичне прстенове у свом главном ланцу: полифенил етар (PPE) и Поли(p-фенилен оксид) (PPO).

### Сродна једињења
Многе класе једињења са везама C–O–C не сматрају се етрима: Естри (R–C(=O)–O–R′), хемиацетали (R–CH(–OH)–O–R′), анхидриди карбоксилних киселина (RC(=O)–O–C(=O)R′).

## Физичка својства
Етери имају тачке кључања сличне тачкама аналогних алкана. Једноставни етери су углавном безбојни.
| Одабрани подаци о неким алкил етрима | Одабрани подаци о неким алкил етрима | Одабрани подаци о неким алкил етрима | Одабрани подаци о неким алкил етрима | Одабрани подаци о неким алкил етрима | Одабрани подаци о неким алкил етрима |
| Етар                                 | Структура                            | Тачка топљења (°C)                   | Тачка кључања (°C)                   | Растворљивост у 1 литру              | Диполни моменат ()                   |
| ------------------------------------ | ------------------------------------ | ------------------------------------ | ------------------------------------ | ------------------------------------ | ------------------------------------ |
| Диметил етар                         |                                      | −138,5                               | −23,0                                | 70                                   | 1,30                                 |
| Диетил етар                          |                                      | −116,3                               | 34,4                                 | 69                                   | 1,14                                 |
| Тетрахидрофуран                      |                                      | −108,4                               | 66,0                                 | Меша се                              | 1,74                                 |
| Диоксан                              |                                      | 11,8                                 | 101,3                                | Меша се                              | 0,45                                 |

## Реакције
везе које садрже једноставне етре су јаке. Оне су нереактивне према свим, осим најјачих база. Иако генерално ниске хемијске реактивности, етри су реактивнији од алкана.
Специјализовани етери као што су епоксиди, кетали и ацетали су нерепрезентативне класе етара и о њима се говори у одвојеним чланцима. Важне реакције су наведене у наставку.

### Разлагање
Иако се етри опиру хидролизи, они се разлажу бромоводоничном киселином и јодоводоничном киселином. Водоник хлорид споро разлаже етре. Метил етери обично дају метил халиде:
Ове реакције се одвијају преко онијум интермедијара, тј. .
Неки етри се брзо цепају са бор трибромидом (у неким случајевима се користи чак и алуминијум хлорид) да би се добио алкил бромид. У зависности од супституената, неки етри могу бити раздељени различитим реагенсима, нпр. јаком базом.

### Формирање пероксида
Када се чувају у присуству ваздуха или кисеоника, етери имају тенденцију да формирају експлозивне пероксиде, као што је диетил етер хидропероксид. Реакцију убрзавају светлост, метални катализатори и алдехиди. Поред избегавања услова складиштења који могу створити пероксиде, препоручује се да када се етар користи као растварач, да се не дестилује до сувоће, јер ће сви пероксиди који су настали, услед мање испарљивости од оригиналног етра, постају концентровани у последњих неколико капи течности. Присуство пероксида у старим узорцима етра може се открити тресењем са свеже припремљеним раствором феро сулфата, праћеним додавањем KSCN. Појава крваво црвене боје указује на присуство пероксида. Опасна својства етарских пероксида су разлог што се у индустријским процесима избегавају диетил етар и други етри који формирају пероксид попут тетрахидрофурана (THF) или етилен гликол диметил етра (1,2-диметоксиетан).

### Луисове базе
Етери служе као Луисове базе. На пример, диетил етар образује комплекс са бор трифлуоридом, тј. диетил етератом. Етери се такође координирају са  центром у Гринјаровим реагенсима. Циклични етар  је базнији од ацикличких етара. Он формира комплексе са многим металним халидима.

### Алфа-халогенација
Ова реактивност је слична тенденцији етара са алфа атомима водоника да стварају пероксиде. Реакцијом са хлором настају алфа-хлороетри.

## Синтеза
Етри се могу припремити бројним рутама. Генерално алкил етри се образују лакше од арил етaра, и потоњим једињењима су често потребни метални катализатори.
Синтеза диетил етара реакцијом између етанола и сумпорне киселине позната је од 13. века.

### Дехидратација алкохола
Етри се најчешће добијају дехидратацијом алкохола: 
Ова директна реакција нуклеофилне супституције захтева повишене температуре (око 125 °C). Реакцију катализују киселине, обично сумпорна киселина. Метода је ефикасна за стварање симетричних етара, али не и несиметричних етера, јер се било које OH може протонирати, што би дало мешавину производа. Овом методом се из етанола производи диетил етар. Овим приступом се лако генеришу и циклични етри. Реакције елиминације се такмиче са дехидрацијом алкохола:
Дехидратациона рута често захтева услове који су некомпатибилни са осетљивим молекулима. Постоји неколико блажих метода за производњу етара.

### Вилијамсонова синтеза етара
Нуклеофилно премештање алкилхалогенид помоћу алкоксида
Ова реакција се назива Вилијамсонова синтеза етара. То укључује третирање матичног алкохола са јаком базом да би се формирао алкоксид, чему следи додавањем одговарајућег алифатског једињења које носи одговарајућу одлазећу групу (R–X). Погодне одлазеће групе (X) укључују јодид, бромид или сулфонате. Ова метода обично није применљива на арил халиде (нпр. бромобензен, видети Улманову кондензацију испод). Слично томе, ова метода једино даје добре приносе за примарне халиде. Секундарни и терцијарни халиди су подложни Е2 елиминацији при излагању базном алкоксидном анјону који се користи у овој реакцији, због стерних препрека великих алкилних група.
У повезаној реакцији, алкил халиди се подвргавају нуклеофилној замени феноксидима. R–X се не може користити за реакцију са алкохолом. Међутим, феноли се могу користити за замену алкохола уз одржавање алкил халида. С обзиром да су феноли кисели, они лако реагују са јаком базом попут натријум хидроксида дајући феноксидне јоне. Феноксидни јон ће тада заменити –X групу у алкил халиду, формирајући етар са арилном групом везаном за њега у реакцији са  механизмом.

## Важни етри
| Хемијска структура етилен оксида          | Етилен оксид                  | Циклични етар. Такође најједноставнији епоксид. |
| Chemical structure of dimethyl ether      | Диметил етар                  | Безбојни гас који се користи као пропелант аеросолног спреја. Потенцијално обновљиво алтернативно гориво за дизел моторе са цетанским бројем до 56–57 |
| Chemical structure of diethyl ether       | Диетил етар                   | Безбојна течност са слатким укусом. Уобичајени растварач са ниском тачком кључања (т.к. 34,6 °C) и рани анестетик. Користи се као течност за покретање дизел мотора. Такође се користи као расхладно средство и у производњи бездимног барута, а налази примену и у парфимерији. |
| Chemical structure of dimethoxyethane     | Диметоксиетан ()              | Растварач који се меша са водом, и често је присутан у литијумским батеријама (т.к. 85 °C): |
| Chemical structure of dioxane             | Диоксан                       | Циклични етар и растварач високе тачке кључања (т.к. 101.1 °C). |
| Chemical structure of THF                 | Тетрахидрофуран ()            | Циклични етар, један од најполарнијих једноставних етара који се користи као растварач. |
| Chemical structure of anisole             | Анизол (метоксибензен)        | Арил етар и главни састојак есенцијалног уља анисовог семена. |
| Chemical structure of 18-crown-6          | Крунски етри                  | Циклични полиетри који се користе као катализатори фазног трансфера. |
| Chemical structure of polyethylene glycol | Полиетилен гликол ()          | Линеарни полиетар, нпр. користи се у козметици и фармацији. |
|                                           | Тромбоцит-активирајући фактор | Етарски липид, пример са етром на sn-1, етром на sn-2, и неорганским етром на глицерилске основе. |